# Walfrid Holst
Walfrid Holst, född 12 juni 1897 i Kristianstad, död 13 februari 1959, var en svensk historiker och skolman.
Walfrid Holst var son till handelsmannen Nils Larsson Holst och bror till konstnären Agda Holst. Efter studentexamen vid Kristianstads högre allmänna läroverk 1915 blev han student vid Lunds universitet och avlade 1921 filosofisk ämbetsexamen där. Han intresse kom främst att rikta sig mot historieämnet och frihetstiden. År 1929 blev han filosofie licentiat och 1931 filosofie doktor efter att ha disputerat med avhandlingen Carl Gustaf Tessin under rese-, riksdagsmanna- och de tidigare beskickningsåren, ett bidrag till hans ungdomshistoria och politiska biografi. Holst arbetade 1924–1925 som extraordinarie ämneslärare vid Mora kommunala mellanskola och var vikarierande lektor vid Kalmar högre allmänna läroverk 1931–1932, genomgick provårskurs vid Lunds högre allmänna läroverk 1932–1933 och blev därefter 1933 lektor i modersmålet och historia vid Eksjö högre allmänna läroverk. Från 1941 var han lektor i historia med samhällslära och geografi vid Skövde högre allmänna läroverk. Under sin tjänstgöring som lärare fortsatte Holst sin forskning om frihetstidens Sverige och utgav ett flertal arbeten i ämnet. År 1956 blev han ledamot av Kungliga Samfundet för utgivande av handskrifter rörande Skandinaviens historia. Holst är begravd på Östra begravningsplatsen i Kristianstad.